# Ghiacciaio Jeroboam
Il ghiacciaio Jeroboam (in inglese Jeroboam Glacier) è un ghiacciaio situato sulla costa di Oscar II, nella parte orientale della Terra di Graham, in Antartide. Il ghiacciaio, il cui punto più alto si trova 747 m s.l.m., fluisce a partire dalle falde del monte Sara Teodora ed è un tributario del ghiacciaio Starbuck, all'interno del cui flusso entra poco a est del picco Gabriel, nelle montagne di Aristotele. 

## Storia
Come molte delle formazioni circostanti, il ghiacciaio Jeroboam è stato battezzato dal Comitato britannico per i toponimi antartici con un nome che avesse a che fare con la baleneria, Jeroboam è infatti il nome di una delle navi incontrate durante il suo viaggio dal Pequod nel romanzo Moby Dick o La balena, di Herman Melville.